# Burro de vapor

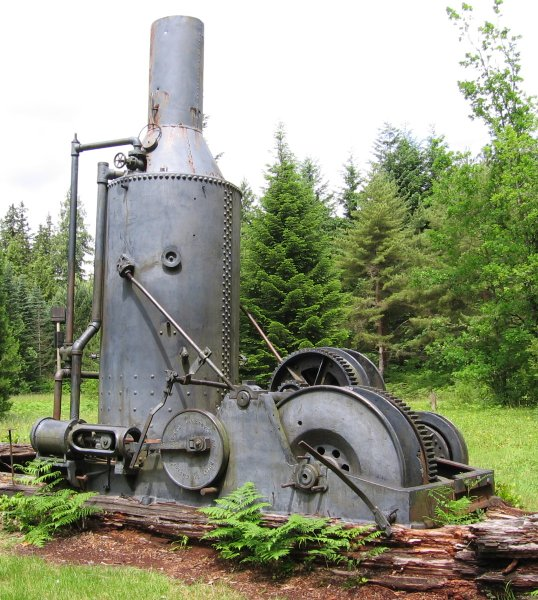
Burro de vapor Empire 12 × 14 en el Bosque de Investigación Malcolm Knapp de la UBC, Maple Ridge, Columbia Británica, Canadá

Un burro de vapor (nombre original en inglés: steam donkey) es el apodo común para un cabrestante impulsado por un motor de vapor. Era ampliamente utilizado en las explotaciones madereras, aunque no limitado a las tareas de tala exclusivamente. También se usaron en la minería, el transporte naval y casi en cualquier otra industria en la que se necesitara remolcar grandes pesos con un cabrestante. A menudo estaban unidos a un mástil para trabajar como grúas.

## Diseño y uso
Los burros de vapor adquirieron su nombre a partir de su origen en los veleros, donde un «burro» era típicamente un pequeño motor secundario utilizado para cargar y descargar pesos y elevar las velas más grandes con tripulaciones pequeñas o para propulsar bombas. Se clasificaron por su tipo de cilindro: simple (cilindro de acción simple) o dúplex (motor compuesto); por su conexión a los cabrestantes (o «tambores»): triple tambor, doble tambor, etc .; y por sus diferentes usos: elevar cargas en el barco, moverlas desde tierra, cargador, polipasto inclinado, etc. Gran parte de la terminología de los cables derivó de la navegación comercial del siglo XIX, ya que la tecnología inicial se originó mayoritariamente a partir de esa actividad.
Un motor de arrastre constaba de al menos un cabestrante motorizado alrededor del cual se enrollaba una cuerda de cáñamo o (más tarde) un cable de acero. Por lo general, estaban equipados con una caldera y generalmente equipados con patines, o trineos hechos de troncos, para facilitar su traslado de un lugar de trabajo al siguiente. Los burros de vapor más grandes a menudo tenían una «casa de burros» (un refugio improvisado para los operarios) construida sobre los patines o como una estructura separada. Por lo general, disponían de un depósito de agua, y a veces de un tanque de combustible, situado en la parte posterior del trineo. En casos raros, los burros de vapor también se montaron sobre ruedas. Posteriormente se construyeron con múltiples tambores/carretes montados horizontalmente, en los que se enrollaron cables de acero pesados en lugar de la cuerda original.

## Funcionamiento

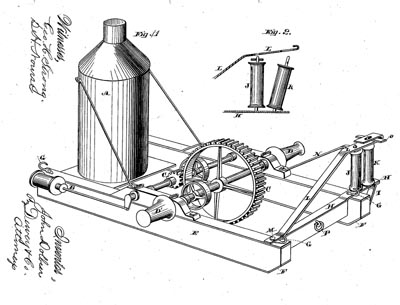
«Motor de arrastre de troncos» Dolbeer (patente 256,553)

En su configuración más simple, un caballo de tiro llevaría el cable hasta un tronco cortado en el bosque. El cable se ataría al tronco, y a una señal, el operador (maquinista) del burro de vapor abriría el regulador, permitiendo que el motor arrastrase o «deslizara» el tronco hacia el motor, para luego ser llevado a una factoría o a un lugar de acopio, desde donde sería transferido para su posterior envío por ferrocarril, carretera o río (ya fuera cargado en botes o flotando directamente en el agua).
Más adelante, se agregó un tambor de arrastre auxiliar, con el que podía recogerse un cable más pequeño mediante el que se tendía el cable principal más pesado, evitando la necesidad de disponer de un caballo de tiro.
Para desplazar la máquina a distancias cortas, se pasaba uno de sus cables alrededor de un árbol, tocón u otro anclaje fuerte. Al recoger el cable, se arrastraba la máquina por el terreno hasta su siguiente ubicación.
En Canadá, y en particular en Ontario, el motor del burro a menudo se montaba en una barcaza que podía flotar y, por lo tanto, podía operar tanto sobre la tierra como sobre el agua. Los envíos de troncos se arrastraban sobre el agua con el motor, y a menudo se cortaban con una sierra mecanizada.

## Historia

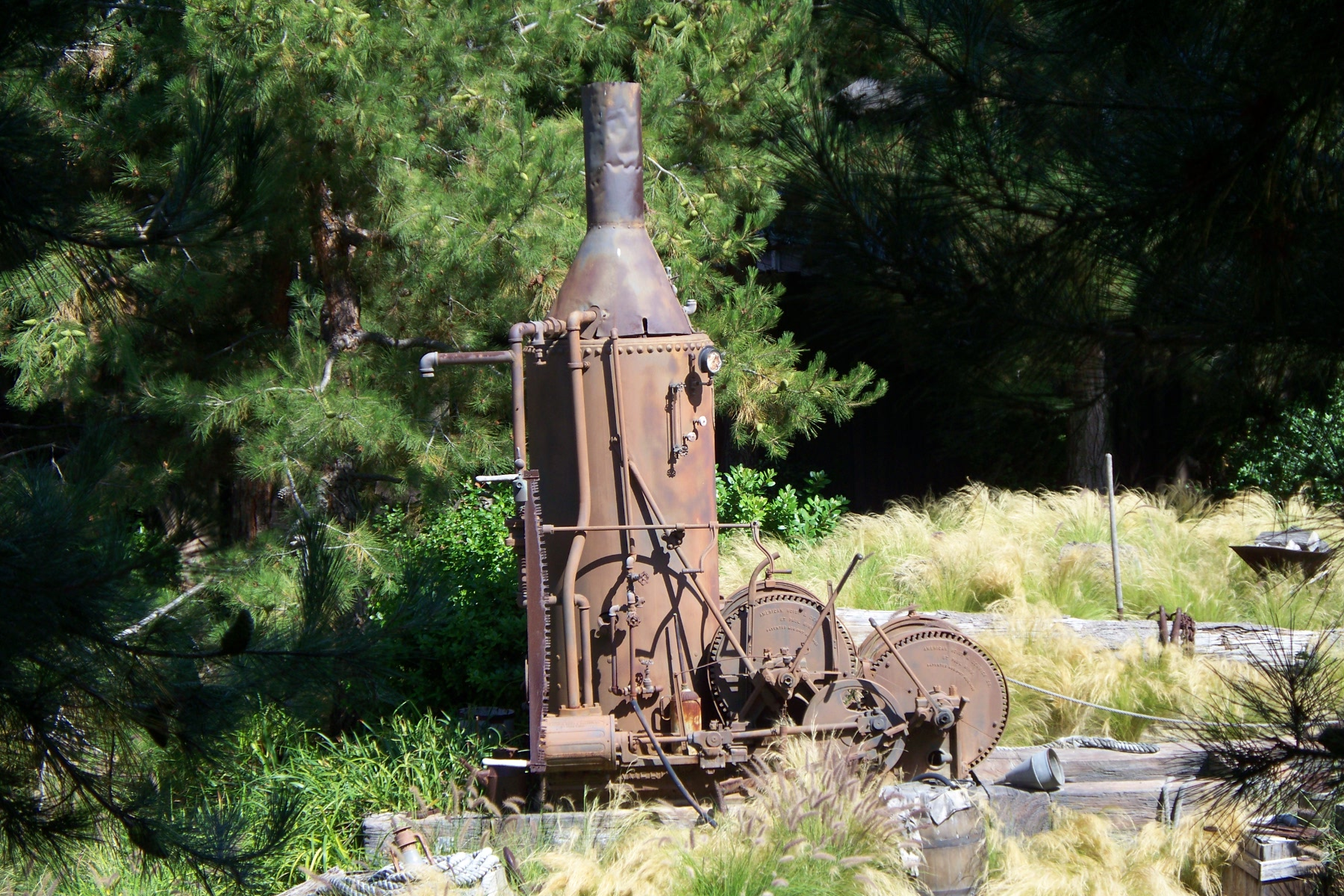
Burro de vapor en exhibición en el parque temático Disney California Adventure Park

John Dolbeer, socio fundador de la Dolbeer and Carson Lumber Company en Eureka (California), inventó el motor de arrastrar troncos en esa ciudad, en agosto de 1881. La patente (número: 256553) se emitió el 18 de abril de 1882. El primer modelo de Dolbeer tenía una cuerda de manila de 45 m de longitud, arrollada varias veces alrededor de una «cabeza de gitano» (un carrete montado verticalmente), y se unía en el otro extremo a un tronco.
La invención del motor de combustión interna condujo al desarrollo del tractor sobre orugas, que finalmente puso fin al burro de vapor. Aunque algunos se han conservado en museos, muy pocos están en condiciones de funcionar. Un gran número de ellos todavía se encuentran abandonados en los bosques de Norteamérica.

## Otros usos
También se descubrió que los burros de vapor son útiles para alimentar otras máquinas, como pilotadoras, cargadores deslizantes (grúas que se usaban para cargar troncos en vagones de ferrocarril y que se movían a lo largo de las vías en plataformas planas donde debían cargarse) y como las grúas montadas sobre trineos utilizadas para cargar, en vagones de ferrocarril, los troncos que un equipo de clasificación había cortado.
Los barcos pesqueros que navegaban en el mar del Norte operaban cabrestantes verticales impulsados por vapor llamados «burros» para manejar cables y redes de pesca, reconvertidas posteriormente para funcionar con aire comprimido.
Un motor auxiliar en una embarcación de vela (utilizado como propulsor auxiliar del buque), es a veces informalmente conocido como donk (‘borrico’).

## Ejemplos preservados

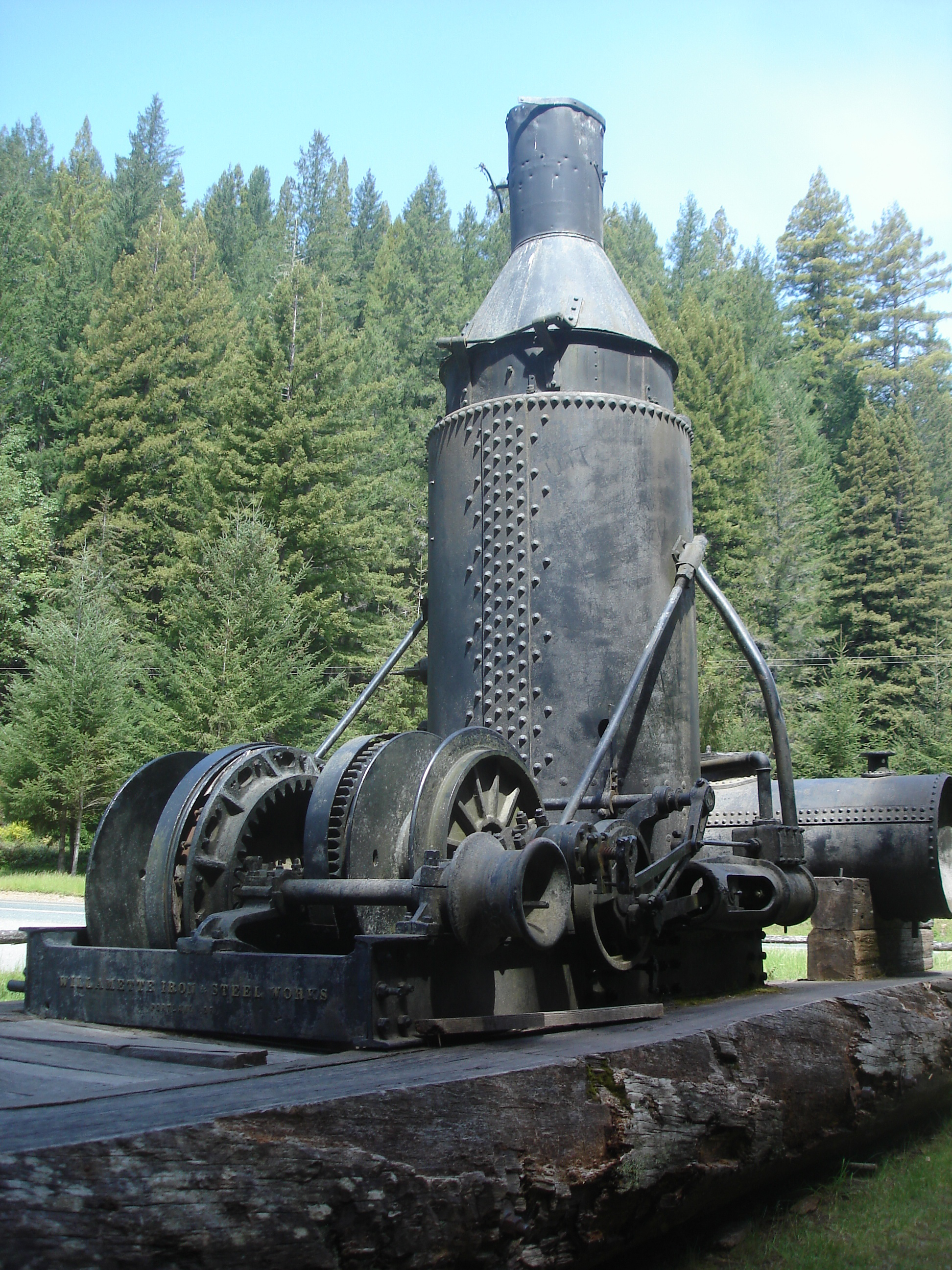
Burro de vapor Willamette Steam preservado en Caspar Lumber Company Camp 20, adyacente a la California State Route 20

- Un burro de vapor en funcionamiento está en exhibición y es ocasionalmente operado en el Parque Histórico Estatal Fort Humboldt en Eureka, California.
- Un segundo burro de vapor, que no funciona, acompañado de una placa que explica la historia de la máquina, se exhibe permanentemente en el Grizzly River Run, una atracción en el parque Disney California Adventure.
- Una colección de burros de vapor se encuentra en el Point Defiance Park, Camp 6 Logging Museum ubicado en Tacoma, Washington. La colección reúne varios burros de vapor, incluido uno muy grande de los últimos construidos, y otros en varias etapas de restauración.
- Otro burro de vapor se exhibe a lo largo de un sendero interpretativo en el Museo de la Tala de la Sierra Nevada en el condado de Calaveras, California, un museo al aire libre y con un edificio cubierto sobre la industria y la historia de la tala en la Sierra Nevada.[5]
- Otro burro de vapor se conserva en Legoland Billund, en su ferrocarril temático sobre las minas de oro del Salvaje Oeste.
- El 1 de agosto de 2009, se presentó oficialmente un burro de vapor en Sitio Histórico Nacional de McLean Mill en Port Alberni (Columbia Británica). Actualmente, es el único burro de vapor que opera comercialmente en América del Norte. En esa ocasión, debido al riesgo extremo de incendio, no se realizaron demostraciones del burro, pero los troncos arrastrados en pruebas anteriores (cargados en un camión) se arrojaron al estanque McLean Mill, lo que representa la primera operación de tala comercial en América del Norte realizada con vapor en décadas. Esta máquina continuó funcionando después de que RB Mclean cerró la factoría de McLean Mill (operada a vapor) en 1965. Funcionó hasta 1972 y se abandonó. El burro de vapor fue restaurado por la Sociedad del Patrimonio Industrial del Valle de Alberni en 1986 para la Expo 86, y más recientemente, fue recertificado para su uso comercial en McLean Mill. Se han firmado acuerdos con el propietario de los bosques, Island Timberlands (propiedad de Brookfield Asset Management), para talar, despiezar y vender árboles y madera de los alrededores de McLean Mill.
- Un burro de vapor de cara ancha (llamado así porque el ancho del tambor es mayor en proporción a las máquinas posteriores) ha estado en funcionamiento en el Museo Pionero del Condado de Tillamook en Tillamook, Oregón, desde principios de la década de 1980. Fabricado por Puget Sound Iron & Steel Works a principios de 1900, este burro fue abandonado en el bosque cuando la familia Reiger terminó de talar sus tierras aproximadamente en 1952. El burro de vapor fue rescatado y restaurado de 1979 a 1981. Fue donado al Museo pionero de la familia Ned Rieger y se ha exhibido en los terrenos de la institución.
- Un cabrestante de vapor vertical llamado «burro» para transportar cables y redes de pesca se conserva en el barco pesquero del museo Balder en el puerto histórico de Vlaardingen (cerca de Róterdam), Países Bajos.